# Boris Georgijewitsch Baschanow
Boris Georgijewitsch Baschanow (russisch Борис Георгиевич Бажанов, französisch Boris Bajanov, * 9. August 1900 in Mogilew-Podolsk, heute Ukraine; † 30. Dezember 1982 in Paris) war einer der wichtigsten Zeugen über die frühe Sowjetunion und insbesondere den Machtkampf zwischen Trotzki und Stalin.

## Leben
Baschanow wurde als Abiturient in den Wirren von Revolution und Gegenrevolution verwundet. Er studierte Physik und wurde zum Funktionär und Sekretär der Bolschewiki gewählt. Sein Organisationstalent ließ ihn innerhalb kurzer Zeit 23-jährig zum zweiten Mann im Staat als „Organisationssekretär des Politbüros der KPdSU“, also Stalins Organisationsleiter, aufsteigen. Dort hat er fünf Jahre lang bis 1928 das innerste Zentrum der Macht miterlebt und wesentlich gestaltet.
Zwar hätte Baschanows Machtfülle (denn Stalin verzichtete weitgehend auf das Regieren und befasste sich vor allem mit Personalpolitik im Kreml und der Partei) ihn vorausbestimmt, Stalins Nachfolger zu werden, jedoch machte sein Mangel an Erpressbarkeit ihn dafür ungeeignet. Noch bevor die flächendeckenden „Säuberungen“ (Tschistka, Ermordung von möglichen Konkurrenten, Höhepunkt 1937/38) begannen, gelang ihm die überaus schwierige Flucht über die Grenze nach Persien und über Indien nach England. Er ging ins Asyl nach Paris.

Baschanow baute im russisch-finnischen Winterkrieg mit 450 Freiwilligen der 500 kriegsgefangenen sowjetischen Soldaten eine Streitmacht auf; weil der Krieg aber bald endete, kehrte er nach Paris zurück. Seinen Soldaten wurde das finnische Bürgerrecht verliehen.
Unmittelbar vor dem deutschen Überfall auf die Sowjetunion ließen Hitlers Minister Alfred Rosenberg und dessen Stellvertreter Georg Leibbrandt Baschanow Mitte Juni 1941 nach Berlin holen, um ihn zu fragen, ob er als russischer Staatsführer zur Verfügung stehe. Baschanow stellte den Nazis die Gegenfrage nach ihrem Kriegsplan; ob sie den Krieg gegen den Kommunismus (Stalinismus) oder gegen das russische Volk führen wollten; ersterenfalls würden sie den Krieg gewinnen, letzterenfalls verlieren. Rosenberg verwies darauf, dass solche Fragen von Hitler selbst entschieden würden, man würde ihn fragen; und der entschied, wie Baschanow zwei Monate später erfuhr: Russland würde eine deutsche Kolonie und von Deutschen verwaltet werden. – Baschanow lebte die folgenden Jahrzehnte in Paris und starb 1982. Sein Grab liegt auf dem Pariser Friedhof Père-Lachaise.
Der russische Historiker Roi Medwedew nahm Baschanows Bücher in seinem mehrbändigen Werk über Stalin als Quelle auf, bezichtigte ihn aber an manchen Stellen der Übertreibung.

## Schriften
- Stalin. Der rote Diktator. Aretz, Berlin 1931, (Autorisierte Übersetzung aus dem Französischen).
- Ich war Stalins Sekretär. Ullstein, Frankfurt am Main u. a. 1977, ISBN 3-550-17350-4.